# 黄家埠镇
黄家埠镇，是中国浙江省宁波市余姚市下属的一个镇，位于余姚市西北部，西接上虞市，北濒钱塘江。黄家埠镇总面积41.08平方公里，下辖10个行政村和2个居委会，常住人口4万左右。

## 行政区划
下辖以下地区：
回龙社区、黄家埠社区、杏山村、华家村、回龙村、五车堰村、高桥村、上塘村、黄家埠村、韩夏村、横塘村和十六户村。